# Solanum alandiae
Solanum alandiae là loài thực vật có hoa trong họ Cà. Loài này được Cárdenas miêu tả khoa học đầu tiên năm 1956.